# Simulace

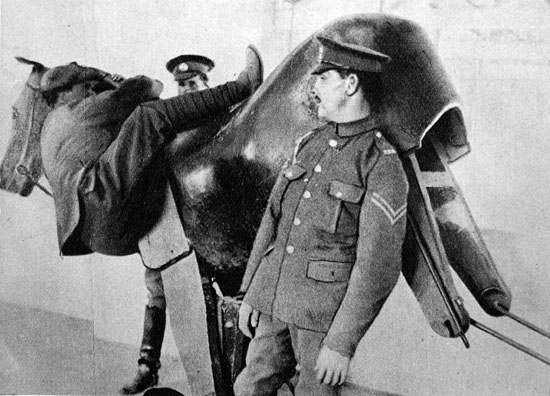
Dřevěný mechanický simulátor koně z období první světové války

Simulace je napodobení nějaké skutečné věci, stavu nebo procesu. Samotný akt simulace něčeho obecně znamená zobrazení některých klíčových vlastností nebo chování vybraných fyzikálních, nebo abstraktních systémů.
Simulace se používá v mnoha souvislostech, zahrnujících modelování přírodních systémů nebo lidských systémů s cílem získat poznatky o jejich fungování. Jiné souvislosti zahrnují technologické simulace pro optimalizaci výkonu, bezpečnostní inženýrství, testování, školení a vzdělávání. Simulace může být použita pro zobrazení případných reálných dopadů alternativních podmínek a způsobů jednání.
Klíčové otázky v simulaci zahrnují např. pořízení platných zdrojů informací o příslušném výběru klíčových charakteristik a chování, využití zjednodušujícího odhadu a předpokladů v rámci simulace a věrnost a platnost výsledků dané simulace.

## Klasifikace a terminologie
Historicky se simulace používané v různých oblastech rozvíjely do značné míry nezávisle, až do 20. století, kdy studie o systémových teoriích a kybernetice v kombinaci s rozšiřováním použití počítačů ve všech těchto oblastech vedly k určité unifikaci a systematičtějšímu pohledu na koncepci.
Fyzikální simulace se týkají simulací, v nichž jsou fyzické objekty nahrazeny skutečnými objekty (některé kruhy užívají termín pro počítačové simulace pro modelování vybraných fyzikálních zákonů, ale v tomto článku se nevyskytují). Tyto fyzické objekty jsou často vybírány, protože jsou menší a levnější, než skutečný objekt nebo systém.
Interaktivní simulace jsou speciálním druhem fyzikálních simulací, často označované jako "human in the loop simulace" (člověk ve smyčce), což jsou fyzikální simulace, v níž jsou zahrnuty lidské operace, jako např. v leteckých či automobilových simulátorech.

### Počítačová simulace

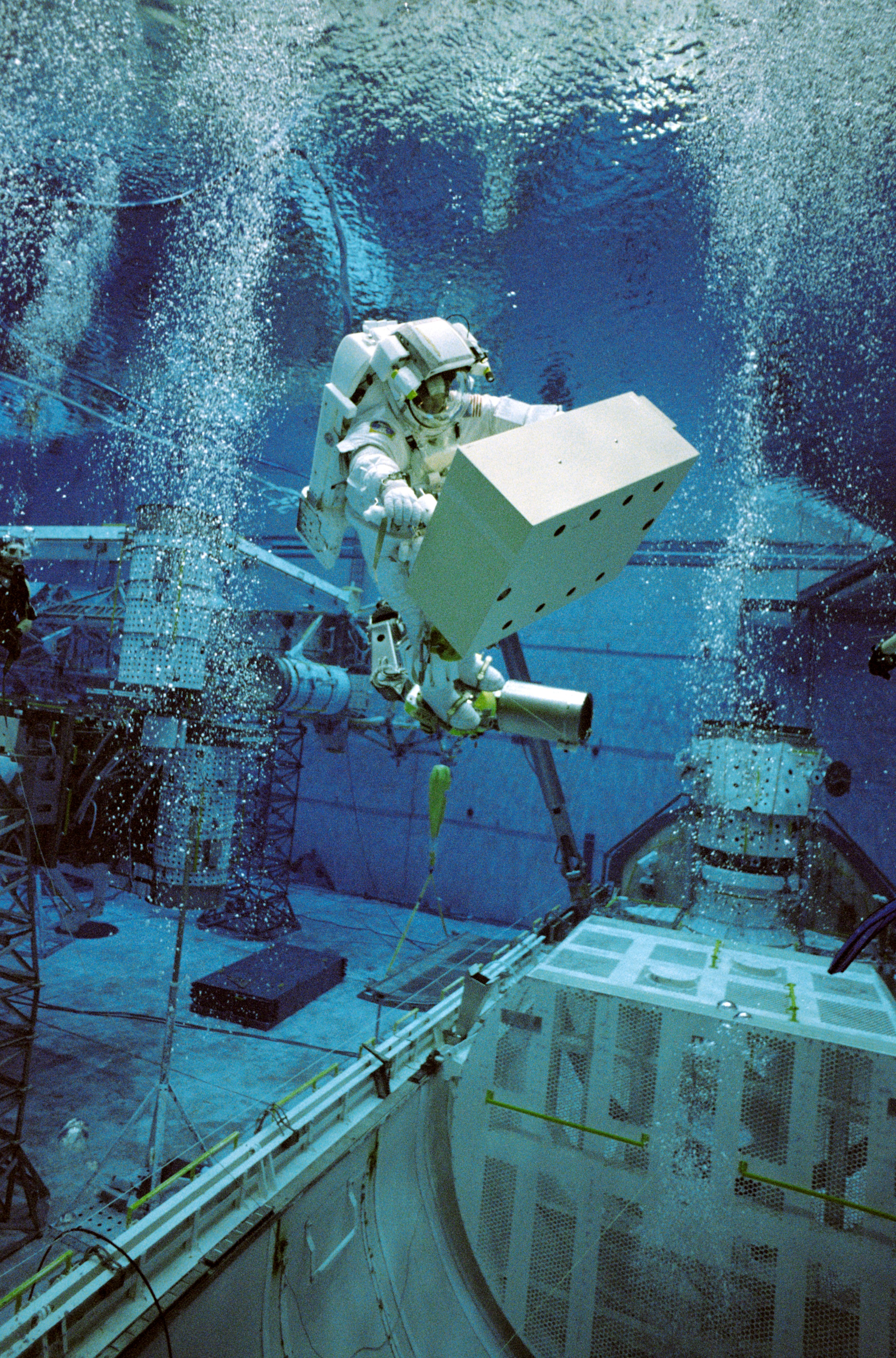
Simulace vesmíru
"Human-in-the-loop"

Počítačová simulace je pokusem o vymodelování reálného světa či hypotetické situace za pomoci počítače tak, aby bylo možné studovat tento systém a vysledovat jak funguje. Chování tohoto systému může být pak předpovídáno měněním proměnných.
Počítačové simulace se staly užitečným nástrojem při modelování mnoha přirozených systémů ve fyzice, chemii a biologii, ale také systémů z oblastí jako je ekonomie a společenské vědy (výpočetní sociologie), stejně jako napomohly proniknout do podstaty fungování systémů ve strojírenství. Příkladem prospěšnosti využití počítačů pro simulace je oblast zabývající se simulacemi silničního provozu. V takovýchto simulacích se mění chování modelu v závislosti na nastavení původních parametrů převzatých z reálného prostředí.
Tradičně bylo formální modelování systémů vytvářeno přes matematické modely, které se pokoušely nalézt analytická řešení, což umožňovalo předvídat chování systému dle souboru parametrů a počátečních podmínek. Počítačová simulace je často používána jako doplněk nebo náhrada modelování takových systémů, pro které není možné použit analytického řešení uzavřenými vzorci. Existuje mnoho různých druhů počítačových simulací, jejichž společnou vlastností je snaha o vytváření příkladů reprezentativních scénářů modelu, u nějž nelze vytvořit kompletní výčet všech možných stavů či tento výčet není dostupný.
Existují rozmanité softwarové balíčky určené pro modelování počítačově založených simulací (např. simulace Monte Carlo, stochastické modelování, multiagentní modelování), které umožňují jeho relativně snadnou realizaci.
Moderní užívání pojmu „počítačové simulace“ může zahrnovat v podstatě jakoukoliv reprezentaci založenou na činnosti počítače.

### Informatika

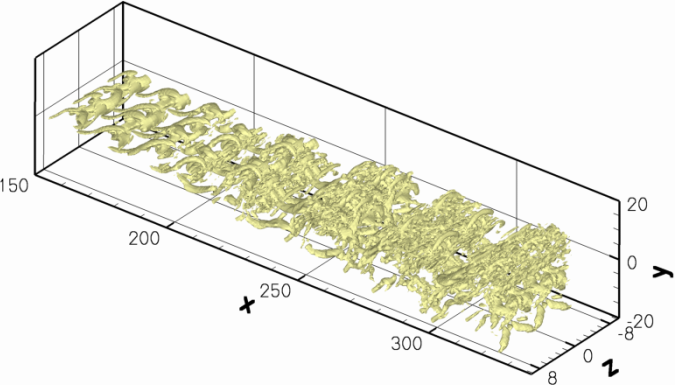
Vizualizace přímé numerické simulace modelu

V informatice má simulace poněkud zvláštní význam. Alan Turing použil výraz “simulace”, aby popsal, co se stane, když jeho tzv. univerzální stroj spustí přechodovou stavovou tabulku (v moderní terminologii: počítač spustí program), která popisuje stavovou přechodovou rovnici, vstupy a výstupy samostatného stroje. Počítač simuluje tento stroj. Obdobně v teoretické informatice je pojem simulace spojován se systémem překladače, který je užitečný pro studii operační sémantiky.
Oprostíme-li se trochu od teorie, zajímavým užitím počítačové simulace je simulování chodu počítačů, používajících jiné počítače. V síťové architektuře, je často užíván druh simulátoru, typicky nazýván emulátor, ke spuštění programu, který musí běžet na nějakém nevhodném počítači (např. nově navržený počítač, který zatím nebyl sestaven nebo starý počítač, který už není dostupný) nebo v nějakém těžce kontrolovaném testovacím prostředí. Simulátory byly např. používány k ladění mikroprogramu nebo někdy komerčních aplikačních programů, než je program stáhnut do cíleného stroje. Jelikož je počítačový proces simulován, veškeré informace o procesech daného počítače jsou přímo dostupné programátorovi a tak rychlost a výkon simulace mohou být měněny podle potřeb.
Simulátory mohou být také používány k interpretaci FTA nebo k testování VLSI logických designů před vlastní výrobou. Symbolická simulace používá proměnné veličiny k nahrazení neznámých.
V oblasti optimalizace jsou simulace fyzických procesů často používány ve spojení s evolučními výpočty pro optimalizaci strategie řízení.

## Simulace ve výuce a výcviku
Simulace je často používána při výcviku civilních a vojenských zaměstnanců. K tomu obvykle dochází v případě, že je příliš drahé, nebo příliš nebezpečné, aby cvičenci používali skutečné zařízení v reálném světě. V takovýchto situacích tráví čas učením se cenných zkušeností v "bezpečném" virtuálním prostředí. Výhodou jsou také chyby, které tento systém při tréninku v bezpečnostně-kritických systémech umožňuje. Například v simSchool si učitelé trénují třídní management a metody výuky na simulovaných studentech, čímž se vyvarují učení se za chodu, které může poškodit reálné studenty. Je zde však přece jen rozdíl mezi simulací používanou pro výcvik a instruktážní simulací.
Tréninková simulace obvykle spadá do jedné ze tří kategorií:
- "live" simulace (kde skuteční lidé využívají simulovaného (či "falešného") zařízení v reálném světě);
- "virtuální" simulace (kde skuteční lidé využijí simulovaného vybavení v simulovaném světě, nebo virtuálním prostředí), nebo
- "konstruktivní" simulace (simulace, kde lidé používají simulované vybavení v simulovaném prostředí). Konstruktivní simulace je často označována jako "válečná", protože je podobná strategickým válečným hrám, ve kterých hráči velí armádám vojáků a válečným strojům, kterými můžeme pohybovat po hrací ploše.

Ve standardizovaných testech jsou někdy "live" simulace označovány jako "high-fidelity“ (vysoce přesné) produkující vzorky pravděpodobných výkonů, na rozdíl od "low-fidelity“, málo přesných. "Pencil-and-paper" simulace produkují jen náznaky možné výkonnosti. Rozdíl mezi vysokou, střední a nízkou přesností zůstává relativní, v závislosti na kontextu konkrétního srovnání.
Simulace v oblasti vzdělávání mají určitou podobnost s výcvikovými simulacemi. Jsou však zaměřeny na konkrétní úkoly. Termín 'mikrosvět' se používá pro označení vzdělávací simulace, která tvoří nějaký abstraktní pojem, spíše než simulaci reálného objektu nebo prostředí. V některých případech tvoří reálné světové prostředí ve zjednodušené podobě, která pomůže studentovi pochopit klíčové pojmy. Normálně může uživatel vytvářet jakési konstrukce v rámci mikrosvěta, který se bude chovat způsobem, jaký bude v souladu s předvedenou koncepcí. Seymour Papert byl jedním z prvních, kdo prosazoval hodnoty mikrosvěta a programovacího jazyka Logo. Jako další příklad, Global Challenge Award on-line STEM učení webových stránek používá mikrosvětových simulací pro výuku vědeckých pojmů souvisejících s globálním oteplováním a budoucností energetiky. Dalšími projekty v oblasti simulací ve vzdělání jsou Open Source Physics a jeho EJS prostředí.
Managementové hry (nebo obchodní simulace) nachází v posledních letech oblibu v oblasti marketingu. Obchodní simulace, které zahrnují dynamický model a umožňují experimentování s obchodní strategií v bezrizikovém prostředí, poskytují užitečné diskuze o případových studiích.
Sociální simulace mohou být použity ve společensko-vědeckých třídách, aby ilustrovaly společenské a politické procesy v antropologii, ekonomii, historii, politologii, nebo sociologickém rozvoji. Obvykle se s nimi setkáváme na středních školách nebo na univerzitní úrovni. Mohou na sebe brát například podobu simulací v občanské výchově, ve které účastníci přebírají role v simulované společnosti nebo mezinárodních vztazích. Zde účastníci zapojí své jednání, vytváří spojenectví, společný obchod, diplomacii a používají sílu. Takové simulace mohou být založeny na fiktivních politických systémech, nebo na současných a historických událostech. Příkladem z poslední doby by byla "Reacting to the Past“ (Reakce na minulost) od Barnard College ze série vzdělávacích simulací. "Reacting to the Past" zahrnuje i simulační hry, které se zabývají vědeckým vzděláváním.
V posledních letech došlo ke zvýšení využití sociálních simulací pro vzdělávání zaměstnanců na pomoc a rozvojové agentury. Například simulace Carana, byla nejprve vyvinuta Rozvojovým programem OSN a nyní se používá ve velmi pozměněné podobě Světovou bankou při školení personálu řešícího konflikty v postižených zemích.

## Zdravotnické simulátory
Zdravotnické simulátory jsou stále ve větším množství rozvíjeny a rozmisťovány k výuce léčebných a diagnostických procedur stejně jako k výuce lékařských konceptů a rozvoje rozhodování personálu v lékařských profesích. Simulátory byly vyvinuty k výcviku základních zákroků, jako např. odběry krve, přes laparotomii a péči o traumatizované. Jsou také důležité pro prototypování nových zařízení na biomedicínské strojírenské problémy. V současnosti jsou simulátory aplikovány především v oblasti výzkumu a vývoje nástrojů pro nové terapie, léčby a počáteční diagnózu v lékařství.
Mnoho zdravotnických simulátorů zahrnuje počítač připojený k plastové podobě lidského těla. Sofistikované simulátory tohoto typu používají figurínu v životní velikosti, která reaguje na vstříknuté léky a může být naprogramován k simulaci životně nebezpečných situací. V ostatních simulacích jsou visuální prvky procedur reprodukovány technikami počítačové grafiky, zatímco komponenty citlivé na dotek jsou reprodukovány hmatovými přístroji se zpětnou vazbou v kombinaci s fyzickými simulačními rutinami vypočtenými na základě uživatelova konání. Zdravotnické simulace takového druhu často používají snímky pacientových údajů, buď snímky z tomografu nebo z magnetické rezonance v 3D rozlišení, aby se zvýšila reálnost simulace. Některé zdravotnické simulace jsou vyvinuty k široké distribuci (jako třeba webové simulace, které mohou být sledovány skrze standardní webový prohlížeč) a mohou být propojeny s použitím standardních počítačových rozhraní, jako např. klávesnice nebo myš.
Další důležitá lékařská aplikace simulátoru, i když možná značící trochu jiný význam slova simulátor, je používání placeba, což je preparát simulující aktivní lék v době, kdy se testuje účinnost daného léku.

## Zlepšování bezpečnosti pacientů skrze nové inovace
Bezpečnost pacientů je v lékařském průmyslu velkou starostí. Je známo, že pacienti někdy utrpí zranění a dokonce umírají kvůli chybám v managementu a nedostatku využití nejlepších standardů péče a výcviku. Podle Building a National Agenda for Simulation-Based Medical Education (zdroj informace: Eder-Van Hook, Jackie, 2004) „je schopnost poskytovatelů zdravotní péče reagovat uvážlivě v nečekaných situacích je jeden z nejkritičtějších faktorů při tvorbě dobrého výsledku lékařských pohotovostí, bez ohledu na to, jestli se přihodí na bojišti, dálnici nebo nemocniční ambulanci.“ Eder-Van Hook (2004) také uvedl, že lékařské omyly zabijí až 98 000 lidí s odhadovanými náklady mezi 37 až 50 miliardami amerických dolarů ročně a 17 až 29 miliard amerických dolarů ročně je vynaloženo na vyhnutelné komplikace spojené s léčbou. Podle Eder-Van Hooka (2004) „úmrtí spojená s vyhnutelnými komplikacemi převyšují úmrtí spojená s autonehodami, rakovinou prsu nebo AIDS.“ Při statistikách takového typu není divu, že se zlepšování bezpečnosti pacientů stalo běžnou záležitostí v tomto průmyslu.
Nové inovační simulační výcviky jsou nyní používány k vyškolení nových lékařských profesionálů s cílem snížit počet událostí spojených se špatnou bezpečností, které mají nepříznivé dopady na pacienty. Nicméně podle článku „Does Simulation Improve Safety? Self-efficacy, Competence, Operational Performance, and Patient Safety“ (Zvyšují simulace bezpečnost? Vnímání osobní účinnosti, kompetence, operační výkonnost, bezpečnost pacientů) (Nishisaki A., Keren R., and Nadkarni, V., 2007) jsou stále sledovány. „Existují dobré důkazy o tom, že simulační školení zlepšuje vnímání osobní účinnosti jak poskytovatele, tak týmu a kvalifikovanost modelů lidského těla. Existují také důkazy o tom, že simulace zákroků zlepšuje výkonnost skutečných operací v klinických podmínkách. Nicméně, neexistují žádné důkazy, že by výcviky řízení zdrojů skrze simulace, přes svoje předpoklady, zlepšovaly výkon celého týmu. Přesto důvěra v simulační tréninky, jako školící nástroje budoucnosti, roste.“ To může být také tím, že neexistuje dostatek výzkumných studií, které by byly schopny efektivně posoudit úspěch snah zlepšit bezpečnost pacientů pomocí simulací. Příklady výzkumných simulací použitých k zlepšení bezpečnosti pacientů jsou k nalezení na „Improving Patient Safety through Simulation Research“ (Zlepšování bezpečnosti pacientů pomocí výzkumných simulací) (US Department of Human Health Services (Americký úřad pro lidské zdraví)) http://www.ahrq.gov/qual/simulproj.htm.
Jeden z pokusů jak zlepšit bezpečnost pacientů pomocí simulačních výcviků je služba, která má poskytnout služby „právě včas“ a/nebo „na pravém místě“ v oblasti pediatrické péče. Tento trénink se skládá z 20minutového simulačního výcviku těsně předtím, než se pracovníci přihlásí na směnu. Doufá se, že aktuálnost tréninku zvýší pozitivní a sníží negativní výsledky, které jsou obecně spojovány s daným zákrokem. Účelem této studie je zjistit, jestli výcvik služby „právě včas“ zlepšuje bezpečnost pacientů a funkčnost ortotracheální intubace a snižuje výskyt nežádoucích událostí s tím spojených a „prověřuje domněnku, že vysoká spolehlivost simulací může zvýšit účinnost výcviků a bezpečnost pacientů v simulačním prostředí.“ Závěr, který byl uveřejněn v Abstract P38: Just-In-Time Simulation Training Improves ICU Physician Trainee Airway Resuscitation Participation without Compromising Procedural Success or Safety (Abstrakt P38: Simulační výcvik služby „právě včas“ zlepšuje účast lékařských učňů na jednotce intenzivní péče při resuscitaci dýchacích cest bez ohrožení úspěchu či bezpečnosti) (Nishisaki A., 2008), zněl, že simulační výcvik zlepšuje účast řadových občanů ve skutečných případech, ale nepoškozuje tím kvalitu služby. Mohlo by se tedy zdát, že zvýšením počtu cvičených občanů skrze simulační výcviky tyto tréninky opravdu zvyšují bezpečnost pacientů. Toto domnění by muselo být prošetřeno a výsledky mohou a nemusí být zobecněny pro ostatní situace.

### Historie simulací ve zdravotnictví
První lékařské simulátory byly jednoduché modely lidských pacientů.
Od středověku byly hliněné obrazy a kamenné malby používány k demonstraci klinických rysů chorob a jejich vlivu na člověka. Takovéto jednoduché modely byly objeveny v mnohých kulturách a na různých kontinentech. Některými kulturami (např. čínskou kulturou) byly používány jako diagnostické nástroje, které umožnily ženám konzultaci s mužským doktorem v dobách, kdy jim společenská pravidla přikazovala zdrženlivost. Dnes jsou modely používány studenty ke studiu anatomie svalových, kostních i orgánových struktur těla člověka.

### Typy modelů

#### Aktivní modely
Současné aktivní modely mají za úkol kopírovat lidské tělo a jeho fyziologii. V rámci pedagogické činnosti na Miamské universitě byla vyvinuta výuková figurína, která je schopna napodobit řadu tělesných nálezů při kardiologických vyšetřeních, a kterou lze tedy využít kupříkladu při výuce vyšetřování pohmatem (palpace), poslechem (auskultace) či zaznamenáváním akčních elektrických srdečních potenciálů (EKG).

#### Interaktivní modely
Poslední dobou jsou vyvíjeny také interaktivní modely, které se přizpůsobují oblastem zájmu studentů a lékařů. Donedávna byly tyto simulace realizovány dvourozměrnými počítačovými programy, které se mnohem více podobaly učebnicím než pacientům. Počítačové simulace mají oproti práci s reálným pacientem nespornou výhodu v tom, že umožňují studentovi bez následků chybovat při tvorbě svých rozhodnutí. Přístup k učení za pomoci iterativního postupu zahrnujícího posuzování, hodnocení, formulaci rozhodnutí a opravu chyb je pak daleko efektivnější než pasivní výuka.

#### Počítačové simulátory
Simulátory byly zamýšleny jako vhodný nástroj na hodnocení klinických dovedností studentů.
Naprogramovaní pacienti a simulované nemocniční situace, včetně cvičné fingované havárie, jsou používány k rozsáhlým výcvikům a následnému hodnocení. Tyto reálně vypadající simulace jsou nákladné a nelze je přesně opakovat. Plně funkční 3D simulátor by měl být nepřesnějším nástrojem použitelným ve výuce a při hodnocení klinických dovedností studentů.
Simulace zabývající se vývojem zhoubných nemocí umožňují lékařům sbírat poznatky o skutečném průběhu chorob. Užitím senzorů a nástrojů ke změně působení jednotlivých symptomů může být umožněno účastníkovi si přiblížit pacientův zdravotní stav.
Takovýto simulátor splňuje cíle objektivního normalizovaného zkoumání lékařské kompetence. Tento systém je výhodnější než zkouška za využití reálných pacientů, jelikož umožňuje ohodnocení kompetencí v kvantitativní formě, stejně tak jako zajišťuje totožné a tedy i objektivní podmínky přezkušování.

## Simulace a zábavní průmysl
Zábavní průmysl je termín, který zahrnuje řadu rozlehlých a populárních oblastí, jako je film, televize, videohry (zahrnující i tzv. serious games), zábavní parky apod. Přestože myšlenka novodobých simulací má své kořeny spojené s válečným výcvikem, ve dvacátém století začaly simulace vévodit zájmu komerčních firem, které jim přisoudily zábavní funkci. Pokrok na poli technologií v osmdesátých a devadesátých letech minulého století umožnil rozšíření jejich využitelnosti, a tak se simulace začínaly uplatňovat ve filmech jako je Jurský park (1993) či v počítačových hrách typu Battlezone od Atari.

### Historie

#### 40. a 50. léta
První simulace byla zřejmě vytvořena již v roce 1947 dvojicí Thomas T. Goldsmith Jr. a Estle Ray Mann, a to sice v podobě hry, která simulovala střelbu na terč. Křivka střely a její rychlost mohly být upravovány pomocí několika knoflíků. V roce 1958 pak vytvořil Willy Higginbotham počítačovou hru nesoucí název „Tennis for Two“, která simulovala zápas populárního sportu (tenis) mezi dvěma hráči, kteří mohli hrát za pomoci ovladačů současně, přičemž se jejich hra zobrazovala na osciloskopu. Byla to jedna z prvních elektronických videoher, která používala grafického displeje.

#### Novodobé simulace (80. léta – současnost)
Pokrok, kterého dosáhly technologie v 80. letech minulého století, učinil počítače dostupnějšími i výkonnějšími, než tomu bylo v předcházejících desetiletích, což usnadnilo rozkvět počítačových her. První herní konzole, objevující se v 70. letech i počátkem 80. let minulého století, se staly v roce 1983 kvůli své nízké kvalitě a zároveň přesycení trhu příčinou bankrotu řady společností. Pak ale přišla v roce 1985 společnost Nintendo s produktem Nintendo Entertainment System (NES), který se stal nejprodávanější konzolí v historii videoher. V 90. letech se pak počítačové hry staly velmi populární záležitostí, a to především díky takovým hrám jako jsou The Sims či Command and Conquer, a samozřejmě také díky stále se zvyšujícímu výkonu stolních počítačů. V současnosti mají hry založené na počítačové simulaci, jako je třeba World of Warcraft, miliony hráčů po celém světě.
Počítačová 3D animace byla používána ve filmu k nasimulování objektů již od roku 1976, nicméně v roce 1982 byla tato animace poprvé využita i na několikaminutové úseky ve filmu Tron od společnosti Disney. Komerční neúspěch filmu však způsobil odklon průmyslu od této technologie. V roce 1993 se pak objevuje první kultovní film, který používá pomoci počítačové grafiky ve velkém, a tím je populární Jurský park. Film suverénně propojuje simulací vytvořené dinosaury s živými akčními scénami. Právě tento počin tak nasměruje filmový průmysl novým směrem. V roce 1995 je vytvořen první film s názvem Příběh hraček (v originále Toy Story), používající plně jen počítačovou grafickou tvorbu a grafiku počítačů nového tisíciletí, který poskytl významnou šanci na úspěch těmto filmovým speciálním efektům.
Simulátory sloužící zábavním účelům mají své kořeny ve 30. letech minulého století, jsou k vidění od vzniku tzv. „Link Traineru“, leteckého simulátoru od Edwina Alberta Linka, který byl použit k propagačním účelům ve prospěch autorovy firmy. První moderní jízdní simulátor, který byl otevřen v roce 1987 v zábavným parku, je Disneyho „Star Tours“. Brzy po něm, v roce 1990, přišlo studio Universal s „Funtastic World of Hanna-Barbera“, což byl první jízdní simulátor vytvořený výhradně za pomoci počítačové grafiky.

### Příklady simulací zábavního průmyslu

#### Videohry
Hry využívající simulace, na rozdíl od jiných druhů videoher a her počítačových, interpretují a napodobují věrně herní prostředí. Mimoto realisticky zobrazují interakci mezi herními postavami a tímto prostředím. Tyto druhy her mají také obvykle velmi komplexní herní systém. Simulační hry se staly nesmírně populárními pro lidi všech věkových kategorií a toto odvětví se tak ukázalo jako jedno z mála, které je schopné odolávat i recesním tržním podmínkám.
Mezi populární herní simulátory patří série The Sims, SimCity nebo PGA Tour.

#### Film
Anglický termín „computer-generated imagery” označuje aplikaci počítačové 3D grafiky zde používanou na speciální efekty. Tato technologie je používána pro vizuální efekty, které jsou vysoce kvalitní a snadno ovladatelné, a umožňuje vytvářet efekty, které nejsou realizovatelné jinou technologií, jelikož je to buď nákladné, nebezpečné nebo jiné technologie zkrátka nedisponují potřebnými zdroji. S počítačovou grafikou je dnes možné se setkat v mnohých hraných filmech, zejména v rámci akčního žánru. Dále počítačová grafika téměř úplně nahradila „Disneyovský styl“ animace (ručně kreslenou animaci) ve filmech pro děti, které jsou stále více vytvářeny právě za pomoci počítačové animace.
Příklady filmů používajících počítačovou grafiku
- Hledá se Nemo (Finding Nemo)
- Smrtonosná past 4 (Die Hard 4.0)
- 300: Bitva u Thermopyl (300)
- Vzhůru do oblak (Up)
- Iron Man
- VALL-I (Wall-E)

#### Atrakce zábavních parků
Jízdní simulátory jsou následníky vojenských výcvikových simulátorů a komerčních simulátorů, ale svou podstatou jsou odlišné. Zatímco vojenské výcvikové simulátory reagují realisticky na činnost účastníka výcviku v reálném čase, jízdní simulátory mají jen vyvolat zdání, že se pohybují realisticky, přičemž se pohybují na základě předem naprogramovaného pohybového scénáře. Jedním z prvních takovýchto simulátorů byl již zmiňovaný „Star Tours“, který stál 32 milionů dolarů a používal pohybové hydraulické zařízení, jehož pohyb byl programován joystickem. Jízdní simulátory současnosti obsahují prvky, které mají zvyšovat jezdcův zážitek, jsou jimi např. 3D grafika, fyzické efekty (stříkání vody, pachové efekty) a vzdušný pohyb.
Příklady jízdních simulátorů
- Soranin’ over California
- The Amazing Adventures of Spiderman
- Mission Space
- The Simpsons Ride
- Star Tours

## Další příklady z ostatních oblastí

### Městské simulátory/ urbanistické simulace
Městský simulátor může být buďto hra nebo to může být nástroj používaný městskými projektanty, aby lépe porozuměli vývoji měst v důsledku různých politických rozhodnutí. UrbanSim Archivováno 22. 8. 2009 na Wayback Machine. (vyvinutý na University of Washington), AnyLogic, ILUTE (vyvinutý na University of Toronto) a Distrimobs (vyvinutý na University of Bologna) jsou příklady moderních, rozsáhlých městských simulátorů, navržených k použití urbanistickými projektanty. Městské simulátory jsou obecně agentní simulace (agent-based simulations) s výhradním využitím zejména pro dopravu a terén.

### Třída budoucnosti
Tzv. třída budoucnosti bude pravděpodobně obsahovat hned několik simulací, mimo jiné textově a visuálně vzdělávací nástroje. Umožní studentům, aby do lékařské praxe vstoupili lépe připraveni a s vyšší úrovní kvalifikace. Absolvent využije výstižnější a komplexnější způsob přeškolení, využije také lepší způsob jak se naučit novým lékařským postupům a regulační orgány a lékařské instituce budou moci lépe zhodnotit odbornost a způsobilost daného jedince.
Třída budoucnosti bude také tvořit základ jakési lékařské dovednostní skupiny, která bude zodpovědná za další školení lékařského personálu a stejným způsobem, jako periodické pilotní tréninky pomáhají pilotům aerolinek, tato technologie pomůže praktikantům v průběhu jejich kariéry.
Tento simulátor bude spíše jakási “živá” učebnice. Stane se nedílnou součástí lékařské praxe. Simulační prostředí také poskytne jakýsi výchozí bod pro vývoj studijních osnov v medicínském vzdělávání.

### Simulace digitálního životního cyklu
Simulace jsou stále více propojovány s CAx (CAD, CAM, CAE....) procesy. Využití simulací po celý výrobní cyklus nějakého produktu, hlavně v počátečních a návrhových fázích, může poskytnout značné výhody.
Výhody počínaje záležitostmi spojenými s náklady jako např. snížené prototypování a zkrácení časového intervalu mezi výrobou a dodáním na trh, konče výkonnějšími výrobky a vyššími výdělky. Nicméně některým společnostem simulace neposkytly očekávané výhody.
Výzkumná společnost Aberdeen Group zjistila, že téměř všechny ve svém oboru vrcholoví výrobci využívají simulace v návrhové fázi výroby, v porovnání s třemi až čtyřmi “zaostalými” firmami, které je nevyužívají.
Úspěšné využití simulací, v oněch počátečních výrobních fázích, je z velké části způsobeno zvýšenou integrací simulačních nástrojů do celých CAD, CAM a PLM systémů. Simulační řešení mohou být nyní využívány skrze celou podnikatelskou sféru v multi-CAD prostředí a mohou zahrnovat správu simulačních dat a procesů a ujistit se, že simulační výsledky jsou zahrnuty ve výrobním cyklu. Schopnost využít simulace skrze celý výrobní cyklus byla zlepšena díky lepším uživatelským rozhraním jako jsou např. upravitelné uživatelské rozhraní a průvodce, kteří umožňují všem vhodným účastníkům PLM, aby se simulačního procesu zúčastnili.

### Simulace připravenosti na katastrofy a simulační výcvik
Simulační výcvik se stal metodou, jak připravit obyvatelstvo na katastrofy. Simulace dokážou napodobit nouzové situace a zjistit, jak na ni účastníci reagují. Simulace připravenosti na katastrofy mohou zahrnovat výcvik, který účastníky naučí, jak se zachovat při teroristických útocích, přírodních katastrofách, pandemiích nebo jiných životu nebezpečných nouzových situacích.
Jedna z organizací, která využila takového simulačního tréninku, je CADE (Center for Advancement of Distance Education (Centrum pro rozvoj dálkového vzdělání)). CADE použila videohru, aby připravila pracovníky na různé druhy útoků. Server News-Medical.Net uvedl: “Videohra je první v řadě simulací, která by se měla zabývat bioterorismem, chřipkovou pandemií, neštovicemi a dalšími katastrofami, na které se musí nouzoví pracovníci připravit.” Tato hra, vyvinutá teamem z University of Illinois at Chicago (UIC), umožní uživatelům procvičit své schopnosti v bezpečném a kontrolovaném prostředí.
Nouzový simulační program (ESP) můžeme sledovat na British Columbia Institute of Technology (Technologický institut Britské Kolumbie neboli BCIT) ve Vancouveru v Kanadě, jež je dalším příkladem organizace, která využívá simulací k nacvičení nouzových situací. ESP je používán k nacvičení následujících situací: boj s lesním ohněm, reakce na únik nafty nebo chemikálií, reakce na zemětřesení, vymáhaní zákona, boj s ohněm ve městech, zacházení s nebezpečnými materiály, vojenské cvičení a reakce na teroristický útok. Jeden z prvků simulačního systému je zavedení tzv. Dynamic Run-Time Clock (Hodiny dynamické doby provozu), které umožňují, aby simulace nasimulovala pouze určitý časový úsek, kde je možné zrychlit či zpomalit čas dle potřeby. Dodatečně ještě systém dokáže průběh nahrát, má navigaci skrze obrázkové zobrazení, ukládání dat jednotlivých simulací, multimediální komponenty a spuštění externích aplikací.
Instruktážně jsou výhodné nácviky nouzových situací skrze simulace v tom, že žákův výkon je možné sledovat skrze systém. To umožňuje vývojáři upravit systém dle potřeb nebo upozornit učitele na témata, která potřebují zvýšenou pozornost. Dalšími výhodami je to, že je žáka možné naučit nebo navést jak má reagovat ještě předtím než přijde další část nouzového výcviku. To je něco, co nemusí být v reálném prostředí možné. Některé simulátory nouzových situací dokonce dokážou hned poskytnout zpětnou vazbu, zatímco jiné simulátory jsou schopny poskytnout shrnutí a doporučit uživateli, aby se daného tématu účastnil znovu.
V opravdové nouzové situaci nemají její účastníci času na zmar. Simulační cvičení v takovémto prostředí poskytuje příležitost pochytit co nejvíce informací a procvičit své znalosti v bezpečném prostředí. Mohou se tak dělat chyby bez rizika ohrožení životů a účastníci mohou dostat příležitost, aby své chyby napravili a připravili se tak na skutečnou nouzovou situaci.

### Strojírenské, technologické nebo procesní simulace
Simulace jsou důležitou součástí strojírenských systémů nebo jakýchkoliv systémů, které zahrnují více procesů. Například v elektrotechnickém strojírenství mohou systémy simulovat propagační čas a fázovou změnu vyvolanou pásovou výrobou. Podobně může být umělá zátěž použitá k simulaci celkového odporu bez simulace propagace, takto je využívána v simulacích, kde je propagace nechtěná. Simulátor je ale schopen simulovat pouze pár operací a funkcí dané jednotky, kterou simuluje.
Většina strojírenských simulací ve výsledku znamená matematické výpočty a počítačový průzkum. Nicméně existuje spousta případů, kdy jsou matematické výpočty nespolehlivé. Simulace problematiky dynamiky tekutin často vyžaduje jak matematické propočty, tak fyzické simulace. V takové situaci je zapotřebí, aby fyzické modely měly jakousi dynamickou podobnost. Fyzikální a chemické simulace mají také často přímé užití, spíše než pouze výzkumný účel. V chemickém inženýrství jsou například procesní simulace využívány k tomu, aby procesu hned poskytly parametry, které jsou ihned použity k provozu chemických závodů jako např. ropných rafinérií.

### Simulátory satelitní navigace
Jediný skutečný způsob jak otestovat GNSS přijímače (v komerčním světě známé jako Sat-Nav’s) je prostřednictvím tzv. RF Constellation Simulator (RF konstelační simulátor). Přijímač, který může být použit například na letadle, může být otestován za dynamických podmínek bez potřeby realizace skutečného letu. Testovací podmínky mohou být opakované přesně a je zde úplná kontrola nad testovacími parametry. Toto v reálu při použití skutečných signálů není možné. Pro testování přijímačů, které budou využívat nové satelitní navigace Galileo, není žádná jiná možnost, vzhledem k tomu, že skutečné signály ještě neexistují.

### Finance
Ve financích jsou simulace často používány k plánování různých scénářů. Např. čistá současná hodnota upravená s ohledem na riziko, je spočítána sice dobře vymezenými, ale ne vždy známými (nebo fixními) vstupy. Napodobením výkonu daného hodnoceného projektu dokáže simulace poskytnout různé variace čisté současné hodnoty s různými diskontními sazbami a jinými hodnotami.

### Letecké simulace
Letecké simulátory (FSTD) jsou používány k výcviku pilotů na zemi. V porovnání s výcvikem ve skutečném letadle, umožňuje simulační trénink nacvičení různých manévrů nebo situací, které jsou pro nácvik v letadle nepraktické (nebo dokonce nebezpečné), při nichž pilot a instruktor zůstanou v relativně nízko rizikovém prostředí na zemi. Např. selhání elektrických systémů, selhání nástrojů, selhání hydraulického systémů nebo dokonce selhání kontroly letu mohou být nasimulovány bez ohrožení pilota nebo letadla.
Instruktoři dokonce mohou žáky vystavit při tréninku více úkolům najednou v takovém časovém rozsahu, který v letadle většinou není možný. Např. ovládání několika nástrojů ve skutečném letadle může vyžadovat hodně času pro různé polohování letadla, zatímco na simulátoru, v okamžiku kdy je jeden přístup ukončen, může instruktor ihned simulované letadlo nastavit do ideální (nebo méně ideální) pozice, ze které může začít další trénink.
Letecká simulace také poskytuje ekonomickou výhodu oproti tréninku v opravdovém letadle. Když vezmeme v úvahu palivo, údržbu a pojištění, je provoz FSTD výrazně levnější než provoz skutečného simulovaného letadla. Pro velké transportní letadla mohou být provozní náklady tréninku několikanásobně nižší u FSTD než u skutečného letadla.

### Domácí letecké simulátory
Někteří lidé, kteří používají simulační software, především software leteckých simulací, si vyrobí svůj vlastní simulátor doma. Někteří lidé si, aby svůj simulátor udělali realističtějším, kupují použité karty a sběrnice, které používají stejný software jako původní stroj. I když to zahrnuje řešení mnohých problémů spojených s přizpůsobením hardwaru a softwaru, a problém toho, že stovky karet je možné zapojit do mnoha různých sběrnic, mnoho lidí si stále stojí za tím, že za to vyřešení těchto problémů stojí. Někteří to s realističností myslí tak vážně, že si dokonce kupují skutečné letadlové části, jako třeba kompletní přední část odepsaného letadla, na letadlových vrakovištích. To umožňuje lidem nasimulovat koníček, kterým nejsou schopni se zabývat v reálu.

### Námořní simulátory
S určitou podobností s leteckými simulátory, trénují námořní simulátory lodní personál. Mezi nejběžnější námořní simulátory patří zejména:
- Simulátory kapitánského můstku
- Simulátory strojovny
- Simulátory zacházení s nákladem
- Komunikační neboli GMDSS simulátory

Takovéto simulátory jsou zpravidla využívány v rámci námořních škol, výcvikových institucí a námořnictvech. Často se skládají z repliky kapitánského můstku s ovládacími panely a mnohými obrazovkami, kde je promítáno simulační prostředí.

### Vojenské simulace
Vojenské simulace, neformálně známé také jako válečné hry, jsou modely, kde mohou být testovány válečné teorie a vylepšeny bez potřeby skutečných válek. Existují v mnohých formách s různými stupni reálnosti. V současné době se jejich záběr rozšířil a už nezahrnují pouze vojenské, ale také politické a sociální faktory (např. série strategických cvičení od Nationlab v Latinské Americe). Zatímco hodně vlád simulace využívají, a to jak individuálně, tak ve spolupráci, je známo velice málo ohledně specifik těchto modelů mimo profesní kruhy.

### Robotické simulátory
Robotický simulátor je určen k tomu, aby vytvořil vestavěné aplikace pro specifického (nebo také ne) robota aniž by byl závislý na „opravdovém“ robotovi. V některých případech je možné tyto aplikace přenést na opravdového robota (nebo vestavit) bez jakýchkoliv modifikací. Robotické simulátory umožňují reprodukci určitých situací, které nemohou být „vytvořeny“ v reálném světě kvůli nákladům, času nebo „jedinečnosti“ daného zdroje. Simulátor také umožňuje rychlé prototypování robotů. Mnoho robotických simulátorů zahrnuje programy simulací fyzikálních modelů, které umožňují simulaci dynamiky robota.

### Biomechanické simulátory
Biomechanický simulátor je používán pro analýzu dynamiky chůze, studii sportovních výkonů, simulaci chirurgických zákroků, analýzu společných zátěží, návrh lékařských přístrojů a pro animaci lidského a zvířecího pohybu.

### Simulátory obchodních procesů
Simulace obchodních procesů jsou užitečné pro modelování toku transakcí napříč obchodními procesy, jako např. v oblasti výzkumu obchodních procesů, aby zkoumaly a vylepšovaly tok zákaznických objednávek v různých fázích dokončení (řekněme, od prvotního návrhu na poskytování statků/služeb do příjmu objednávky a zavedení). Takovéto simulace mohou pomoci předpovědět, jak zlepšení jednotlivých metod může ovlivnit variabilitu, náklady, časovou náročnost práce a množství transakcí v určitých fázích tohoto procesu. Plně automatizovaný procesní simulátor, stejně jako jsou toho schopny jednodušší vzdělávací zobrazení pomoci tabulkového procesoru, může zobrazit modely, kdy jsou např. mince přesouvány mezi nádobami podle závinu matice nebo třeba ponořeny do kádě s barevnými korálky pomocí čerpadla.

### Simulátory nákladních vozidel

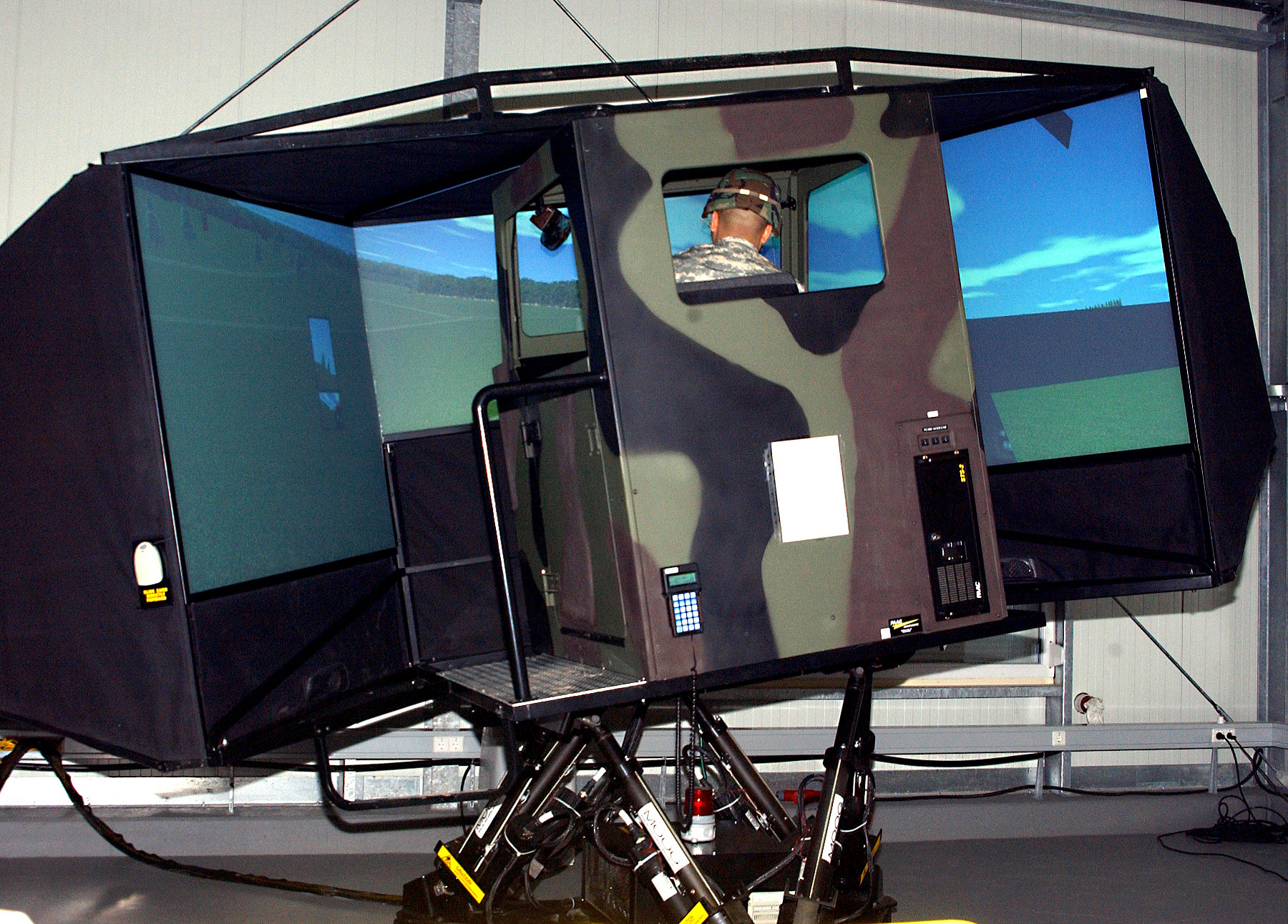
Voják zkoušející simulátor obrněného vozidla

Simulátor nákladních vozidel je příležitostí jak napodobit charakteristiku skutečných vozidel ve virtuálním prostředí. Kopíruje externí faktory a podmínky, se kterými se vozidlo setkává, což řidiči umožňuje pocítit situaci, jako by seděl v kabině svého vlastního automobilu. Scénáře a události jsou replikovány s dostatečnou reálností, aby se zajistilo, že bude řidič vtažen do děje spíše, než kdyby se díval na nějaký vzdělávací program.
Simulátor poskytuje konstruktivní zkušenost pro řidiče nováčky a umožňuje i podstoupení komplexnějších cvičení zkušenějšími řidiči. Pro nováčky poskytuje simulátor příležitost jak započít svou kariéru tím, že prokážou nejlepší výsledky. Pro zkušené řidiče představuje simulace příležitost jak si zlepšit řízení nebo zjistit nedostatky a zároveň navržen kroky k nápravě. Pro firmy představuje příležitost jak vyškolit své zaměstnance v oblasti řízení při nižších nákladech na údržbu, lepší produktivitě a hlavně zajištění bezpečnosti jejich úkonů v jakékoliv situaci.

## Simulace a hry
Na strategické hry, jak tradiční tak moderní, může být nahlíženo jako na simulace roztržitého rozhodování za účelem výcviku armády a politických vůdců (například „Kriegsspiel“).
Mnoho dalších videoher je simulacemi určitého druhu. Takovéto hry mohou simulovat různé aspekty reality od obchodu po vládu či stavebnictví, řízení vozidel (viz výše)…